# Крылатская улица
Крыла́тская у́лица (название с 22 октября 1979 года) — улица в Москве на территории района Крылатское Западного административного округа и на его границе с районами Кунцево, Филёвский Парк Западного административного округа и районом Строгино Северо-Западного административного округа. Входит в состав Северо-Западной хорды.

## История
Улица получила своё название 22 октября 1979 года по старинному селу Крылатское, известного по документам как Крилатьское (1417 год), Крылатско (1454 год), Крылецкое (1572 год), Крылацкое (XVIII век), мотивация названия не установлена. Предлагаемая связь со словом «крыло» сомнительна; возможно, название образовано от древнерусского глагола «крити», «кринути» — «купить», то есть село было новым владельцем у кого-то куплено, а не пожаловано или вновь основано.

## Расположение
Крылатская улица, являясь продолжением Ярцевской улицы, с которой соединяется Ярцевским тоннелем, проходит от Рублёвского шоссе на северо-восток до транспортной развязки с Островной улицей и Крылатским мостом через Москва-реку, соединяющим Крылатскую улицу с улицей Нижние Мнёвники, поворачивает на север, не доходя до проспекта Маршала Жукова, поворачивает на запад и проходит параллельно проспекту, с которым организована транспортная развязка перед его уходом в Северо-Западный тоннель, Крылатская улица проходит далее на запад, с юга к ней примыкает Осенняя улица, Крылатская улица пересекает реку Гнилушу и проходит до 147-й автобазы Генерального штаба Вооруженных сил Российской Федерации, оканчиваясь тупиком. По участку Крылатской улицы от Рублёвского шоссе до Крылатского моста проходит граница между районом Крылатское и районами Кунцево (юго-западная часть, прилегающая к Рублёвскому шоссе) и Филёвский Парк (северо-восточная часть, прилегающая к Крылатскому мосту), участок до Крылатского моста — границей между районами Крылатское и Филёвский Парк, участок от Крылатского моста до реки Гнилуши расположен на территории района Крылатское, по участку от реки Гнилуши до автобазы проходит граница между районами Крылатское и Строгино и граница между Западным и Северо-Западным административными округами. Между Звенигородской, Крылатской и 1-й Крылатской улицами, Рублёвским шоссе и Москвой-рекой расположен Филёвский (Суворовский) парк, между Крылатской улицей, проспектом Маршала Жукова и Москвой-рекой — гребной канал «Крылатское», Большой и Малый Крылатские пруды, велотрек «Крылатское» и ледовый дворец «Крылатское», между Крылатской улицей, улицей Крылатские Холмы и Осенней улицей — ландшафтный заказник «Крылатские Холмы» и велотрасса «Крылатское». К участку Крылатской улицы от реки Гнилуши до 1-го Лыковского проезда примыкают участок Серебряноборского лесничества (с юга) и оздоровительный комплекс «Рублёво» ОАО «Российские железные дороги» и Рублёвский лес (с севера). Нумерация домов начинается от Рублёвского шоссе.

## Примечательные здания и сооружения
По нечётной стороне:
- д. 5 — штаб-квартира телекомпании «Наш взгляд». С 1999 года здесь проходят съёмки кулинарной передачи «Смак»[7].
- д. 17 — бизнес-парк «Крылатские Холмы».
- Велотрасса Крылатское

По чётной стороне:
- д. 2 — администрация гребного канала «Крылатское»;
- д. 10 — велотрек «Крылатское»;
- д. 16 — ледовый дворец «Крылатское».

## Транспорт

### Автобус
- 129, 251: от Осенней улицы до автобазы Генерального штаба и обратно.
- 229: от Рублёвского шоссе до Осенней улицы.
- 271, 300, 554, 732, 832, т19: от Рублёвского шоссе до Крылатского моста и обратно.
- 829: от Осенней улицы до Рублёвского шоссе.
- м35: от транспортной развязки с проспектом Маршала Жукова и Северо-Западным тоннелем до Осенней улицы и обратно.

### Метро
- Станция метро  Крылатское Арбатско-Покровской линии — западнее улицы, на Осеннем бульваре.
- Станция метро  Молодёжная Арбатско-Покровской линии — южнее улицы, на пересечении Ельнинской и Ярцевской улиц.

## Северо-Западная хорда
В 2019 году участок Крылатской улицы от Рублёвского шоссе до Крылатского моста вошёл в состав Северо-Западной хорды, при строительстве которой был построен ещё один мост рядом с существующим Крылатским мостом.